# Josefa Alía
Josefa Alía Chico, conocida como Pepita Alía,  (Lagartera, 27 de agosto de 1930-Madrid, 8 de diciembre de 2024) fue una bordadora española y difusora de los bordados de Lagartera. Su hijo, Tomás García Alía, es diseñador y también promotor de la artesanía española.

## Contexto histórico
En el siglo XVI existía ya en Lagartera una escuela de bordadoras con un taller de prestigio. Juana de Toledo, Condesa de Orgaz, acudió a él para que realizaran los corporales y sabanillas de altar para adornar su capilla.  Esta escuela está relacionada con la escuela de labranderas de Isabel La Católica de Sevilla por la utilización de motivos moriscos en sus bordados.
La industria del bordado lagarterano surgió a partir de la Desamortización de Mendizábal, cuando el Ayuntamiento de Lagartera en 1853 debió de vender parte de sus propiedades comunitarias, debido a la extrema pobreza en que estaba. Los bordados, ajuares y trajes fueron vendidos tanto a compradores privados como a instituciones y coleccionistas. Su difusión también se vio impulsada, ya en el siglo XX, por el mural de Joaquín Sorolla Regiones de España, encargado por la Sociedad Hispánica de América de Nueva York en el que aparecían retratados gentes de Lagartera con sus trajes tradicionales.

## Trayectoria
En Lagartera, en el barrio de Toledillo, posiblemente una aljama sefardí fundada en el siglo XIII, había un taller de labranderas o bordadoras. Ya en el siglo XX unas artesanas, entre ellas la madre de Pepita Alía, decidieron confeccionar ropa de cama y de mesa. En 1961 el Gobierno español encargó a un grupo de mujeres de Lagartera elaborar una mantelería que se iba a regalar a la reina de Holanda, Juliana de los Países Bajos. Este trabajo marcó un hito en la carrera de Josefa Alía y consolidó el prestigio de los bordados lagarteranos como un símbolo de delicadeza y perfección artesanal. Ella fue quien dirigió al equipo de quince bordadoras que realizó la labor en tres meses. Fue nombrada, en 1962, Proveedora de Su Alteza Real el Príncipe de los Países Bajos con derecho a usar sus armas.
Participó en la Feria Iberoamericana de Artesanía celebrado en el Palacio de Cristal de la Casa de Campo en 1982 siendo protagonista del acto de clausura. En 1985 Alía ingresó en la Real Academia de Bellas Artes y Ciencias Históricas de Toledo. En 2014 recibió un homenaje en reconocimiento a toda una vida dedicada a la creación y difusión de las labores del municipio por parte del Ayuntamiento de Lagartera.
En 2007, con motivo del nacimiento de la infanta Sofía, dirigió la realización de un juego de cuna bordado por María Antonia Igual y Julia Jiménez entregado como regalo a los entonces Príncipes de Asturias, Felipe de Borbón y Letizia Ortiz.
Los bordados de los que Alía fue promotora a lo largo de toda su vida, fueron declarados como Bien de Interés Cultural con la categoría de Bien Inmaterial por el Consejo de Gobierno de Castilla-La Mancha en octubre de 2023.
Falleció en Madrid a los 94 años de edad el 8 de diciembre de 2024.

## Exposiciones
En 2024 su obra formó parte de la exposición "Castilla-La Mancha Diseña: volver a la esencia" en el Centro Cultural de la Villa de Madrid en la que se conjugó diseño y artesanía.

## Reconocimientos
- Premio Nacional de Artesanía en Labores de Lagartera de la Casa Real de Holanda (1961).[9]
- En 1990 ganó el V Concurso de Diseño Aplicado a la Artesanía por su elaboración de un pantalón y una camiseta confeccionados con tejido de lino con bordados de lagartera.[14]
- Placa al Mérito Regional de Castilla-La Mancha (1996).[15]
- Premio al Mérito Artesano de Castilla-La Mancha (2008).[15]
- Premio Fedeto a la Empresaria del Año (2019) en reconocimiento a su trayectoria dedicada al bordado textil de manera artesanal.[16]
- La Real Academia de Bellas Artes y Ciencias Históricas de Toledo concedió su premio anual en la sección de Artes.[17]
- Premio de Honor 'Tesoro Viviente' del Círculo Fortuny, como referente mundial del bordado tradicional lagarterano y embajadora internacional de Lagartera (2022).[18]